# 자시쓰

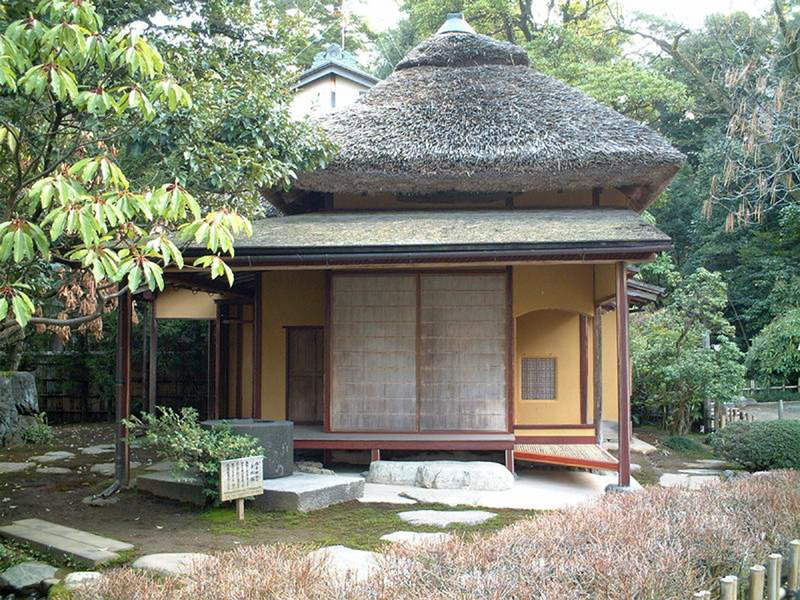
겐로쿠엔의 다실, 유가오 정

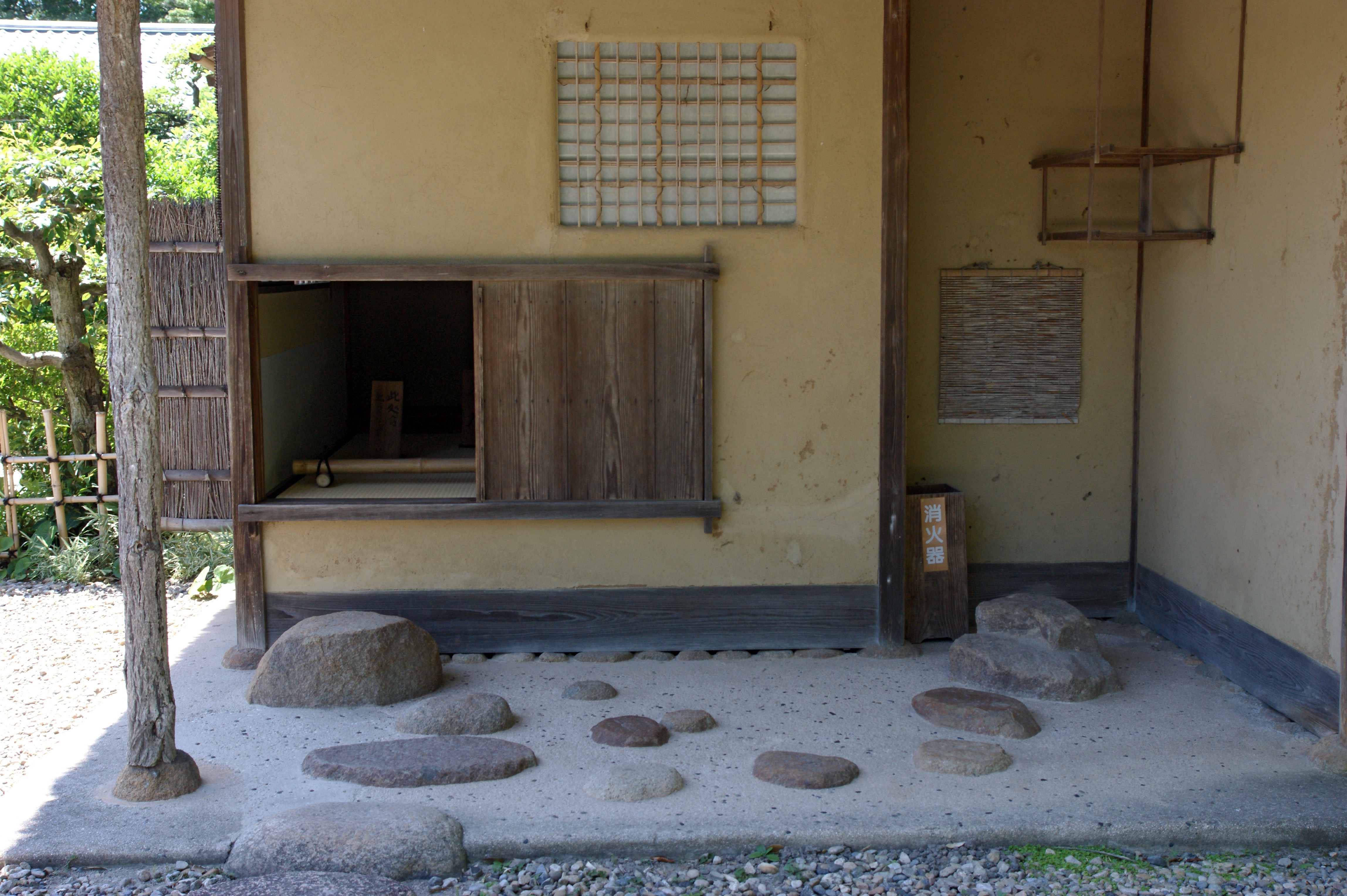
니지리구치

자시쓰(일본어: 茶室)는 일본에서 다회(茶會)가 열리는 공간을 말한다.
기본적인 넓이가 다다미 네 장 반 정도인 작은 초가집의 형태이다. 다실의 문인 니지리구치(にじり口)는 매우 작고 낮은 위치에 있어 몸을 숙이고 들어가야 하는데 센노 리큐가 고안하였다고 한다. 내부에는 도코노마가 있으며, 도코노마를 감상하는 것은 다도의 주요한 과정이다.

## 같이 보기
- 찻집 목록
- 찻집